# Ахалґорі
Ахалґорі (груз. ახალგორი, ос. Ленингор Ленінгор) — селище міського типу у Грузії, у регіоні Мцхета-Мтіанеті, з 17 серпня 2008 року окуповане Росією. Назва Ахалґорі — це оригінальна історична назва міста, яку використовували грузини та чиновники, тоді як Ленінгорі — це назва, дана місту в радянські часи та використовувана південними осетинами. Місто розташоване на березі річки Ксані, висота над рівнем моря — 800 м.

## Історія
Село Ахалґорі вперше згадується у 18 столітті Картлійським князем Вахушті у його праці «Географічний опис Грузії». Назва походить від грузинських слів, що означають «новий» (ახალი/ахалі) і «пагорб» або «гора» (გორა/гора). До радянізації Грузії в 1921 році Ахалґорі був резиденцією грузинського дворянина Еріставі Дуче. За радянських часів він був частиною Південно-Осетинської автономної області та називався Ленінгорі (Ленингори; ლენინგორი) на честь Володимира Леніна. Наприкінці 1990 року уряд Грузинської РСР перейменував його в Ахалґорі.

### Контроль над містом
Під час війни в Південній Осетії 1991—1992 років містечко залишалося під юрисдикцією Грузії після того, як більша частина Південної Осетії вийшла з-під контролю центрального уряду. Воно потрапило під контроль сепаратистської влади Південної Осетії в результаті російсько-грузинської війни 2008 року 17 серпня 2008 року. Згодом уряд Південної Осетії перейменував місто в Ленінгор.
До конфлікту в Ахалґорському районі проживало 7700 осіб, приблизно 2000 мешкали в самому місті. Найбільшими селами були Ікорта, Коринта, Канчаветі, Квемо Захори, Ларгвісі, Дореткарі, Карчохі. Населення складали переважно грузини (6520) та осетини (1110) із хорошими стосунками між двома громадами. Наразі Ахалґорі, а також Південна Осетія контролюються російськими військами та південноосетинським ополченням.

## Ахалгорійський скарб
Ахалгорійський скарб – поховання знаті з конем, відкрите 1908 року біля с. Ахалгорі, яке містить золоті, срібні та бронзові вироби від V століття до н. е.

## Економіка
У дорадянський період — переважно кустарна промисловість. 1983 року в Ахалґорі функціонували заводи — лісопереробний, масло-сирний завод, фруктових соків, лимонадний. Швацький цех — філія швацького цеху Тбіліської трикотажної фабрики № 2, автотранспортне підприємство, друкарня, редакція районної газети, комбінат побутового обслуговування, скотарське господарство, лісгосп, дві середні школи, школа-інтернат, музична школа, дитячий будинок, дитячий садок, будинок культури, кінотеатр, дві бібліотеки, лікарня, поліклініка, аптека, відділення зв'язку. Після розпаду СРСР більшість підприємств закрилися, або перейшли у приватну власність. До початку збройного конфлікту в Південній Осетії в серпні 2008 року основними джерелами робочих місць (забезпечували зайнятість близько 200 осіб) були пивоварний завод «Ломісі» (англ. «Lomisi»), деревообробний та каменедробильний цехи. Після заняття Ленінгорського району російськими та південноосетинськими військами в середині серпня 2008 стався масовий відтік населення в Грузію, що негативно позначилося на економічній діяльності в регіоні. Після відносної стабілізації обстановки у регіон стали повертатися окремі осетинські та грузинські сім'ї. 2009 року, за неофіційними повідомленнями, відновив свою роботу пивоварний завод «Ломісі» — розпочато розлив пива та лимонаду без етикеток. На початку лютого 2010 року завод отримав нову назву «Алутон» і вже офіційно відновив роботу, почавши випускати пиво 3 сортів — «Алутон», «Жигулівське» та «Карлів міст». Проте завод пропрацював лише до квітня 2010 року і нині не функціонує у зв'язку з розслідуванням, яке проводить Прокуратура Республіки Південна Осетія.

## Позиція міста у складі адміністративного підрозділу
- Згідно з офіційним підрозділом Південної Осетії, місто є центром Ленінгорського району Південної Осетії.
- Згідно з офіційним підрозділом Грузії, місто є муніципальним центром муніципалітету Ахалгорі в районі Мцхета-Мтіанеті Грузії.

## Промисловість і комерція
Ахалґорі — батьківщина пивоварні Ломісі, що належить турецькій компанії Efes Beverage Group, яка є основним роботодавцем міста.

## Клімат
| Клімат Ахалґорі           | Клімат Ахалґорі | Клімат Ахалґорі | Клімат Ахалґорі | Клімат Ахалґорі | Клімат Ахалґорі | Клімат Ахалґорі | Клімат Ахалґорі | Клімат Ахалґорі | Клімат Ахалґорі | Клімат Ахалґорі | Клімат Ахалґорі | Клімат Ахалґорі | Клімат Ахалґорі |
| Показник                  | Січ.            | Лют.            | Бер.            | Квіт.           | Трав.           | Черв.           | Лип.            | Серп.           | Вер.            | Жовт.           | Лист.           | Груд.           |                 |
| Середній максимум, °C     | 2,9             | 4,1             | 8,8             | 15,2            | 20,6            | 23,9            | 26,7            | 26,7            | 22,5            | 16,9            | 9,8             | 4,7             |                 |
| Середня температура, °C   | −1,6            | −0,5            | 3,8             | 9,2             | 14,5            | 17,7            | 20,6            | 20,5            | 16,3            | 11,2            | 5,2             | 0,4             |                 |
| Середній мінімум, °C      | −6              | −5,1            | −1,1            | 3,2             | 8,4             | 11,6            | 14,5            | 14,4            | 10,2            | 5,5             | 0,6             | −3,9            |                 |
| Норма опадів, мм          | 35              | 41              | 51              | 73              | 108             | 100             | 76              | 63              | 58              | 59              | 60              | 46              |                 |
| ------------------------- | --------------- | --------------- | --------------- | --------------- | --------------- | --------------- | --------------- | --------------- | --------------- | --------------- | --------------- | --------------- | --------------- |
| Джерело: Climate-Data.org |                 |                 |                 |                 |                 |                 |                 |                 |                 |                 |                 |                 |                 |

## Вулиці
- вул. Октябрська,
- вул. Коста Хетагурова,
- вул. Московська,
- вул. Чочиєва,
- вул. Бесіка Кудухова,
- вул. Заводська

## Визначні пам'ятки
- У центрі селища на площі встановлено пам'ятник Архангелу Михайлу.
- У парку культури у жовтні 2009 року встановлено пам'ятник Коста Хетагурову.[23]
- Пам'ятник Шота Руставелі,
- Пам'ятник Олександру Пушкіну,
- Музей Князів Ксанських Еріставів,
- Меморіальний пам'ятник героям Другої світової війни
- Великий пам'ятник матері.

## Соціальні об'єкти
- Будівля районної адміністрації,
- Російсько-осетинська середня загальноосвітня школа,
- Грузинська середня загальноосвітня школа,
- школа-інтернат,
- Дитячий садок,
- Музична школа,
- Районна лікарня,
- Палац культури,
- Бібліотека,
- Офіс «Мегафон Південна Осетія»
- районний продовольчий ринок

## Релігія
Православна церква Різдва Богородиці (відкрита у вересні 2016 року) Аланської єпархії.

## Галерея

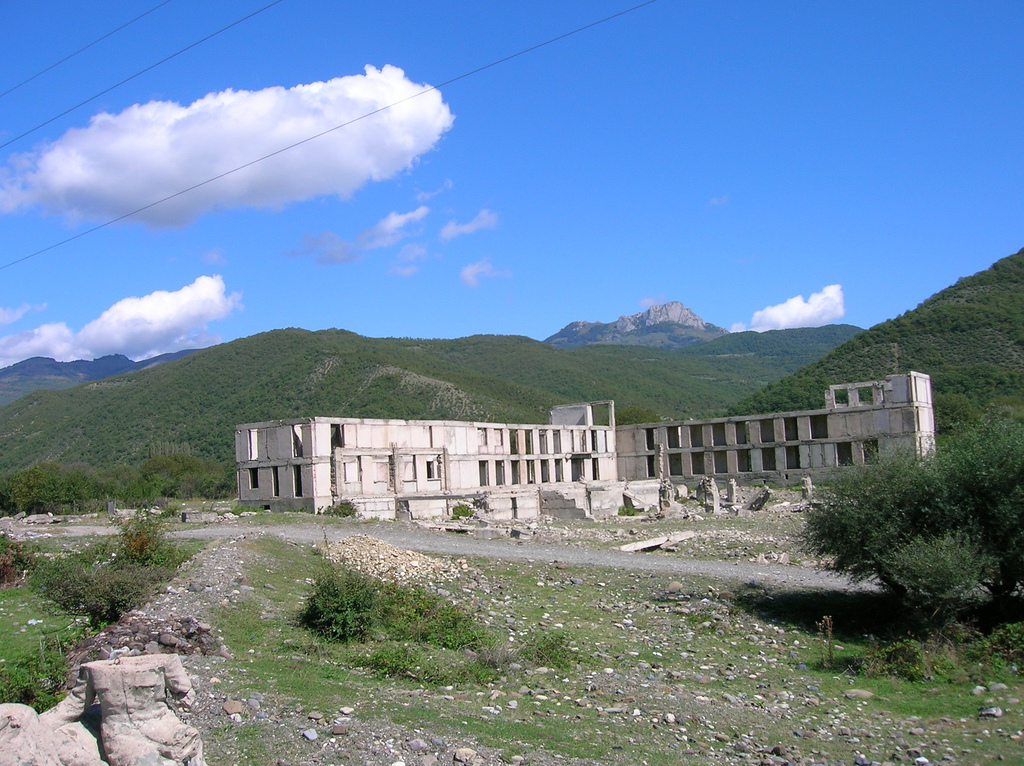
Зруйнований будинок
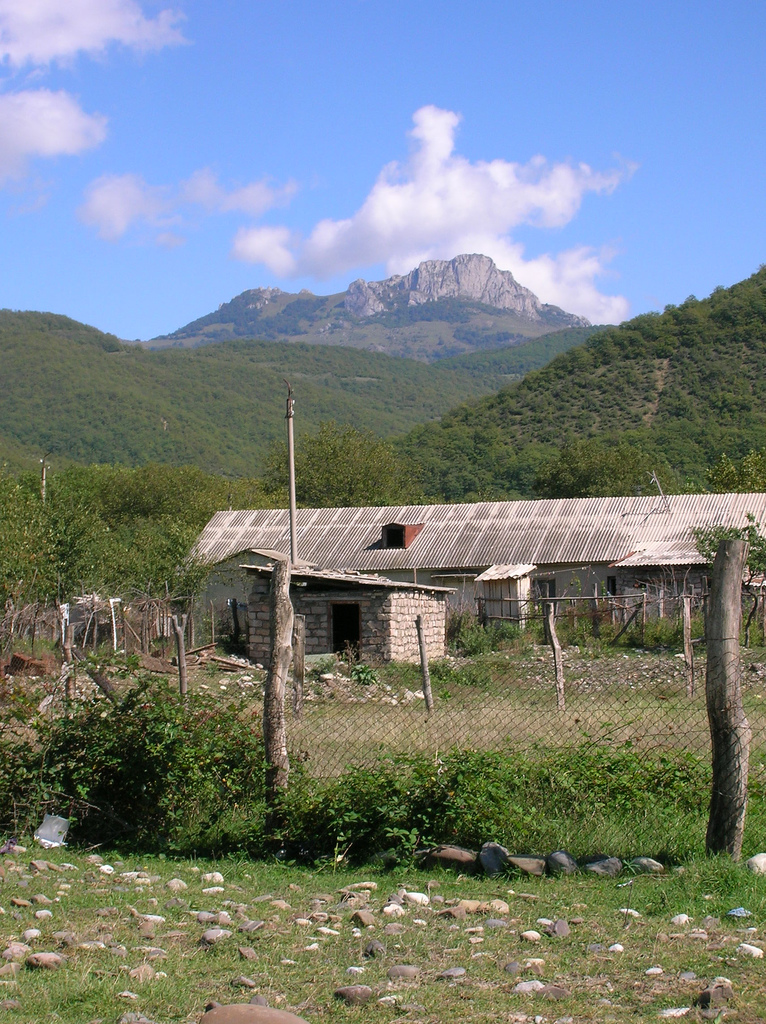
Місцевий краєвид
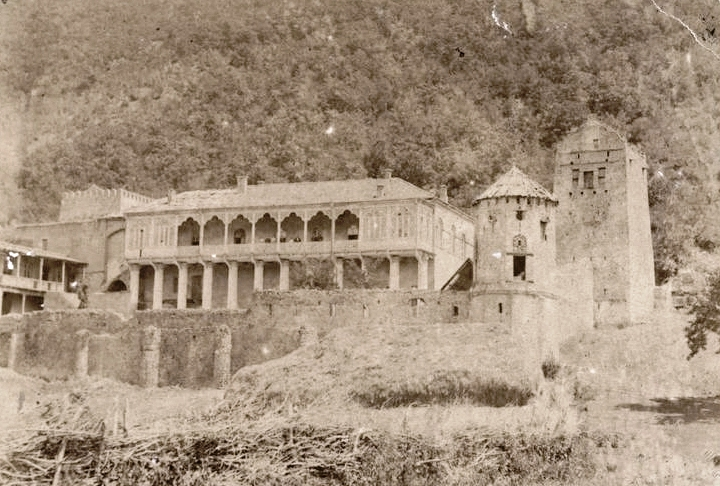
Палац-замок ксанських ериставів, збудований наприкінці XVI – на початку XVII ст. Світлина 1886 року.
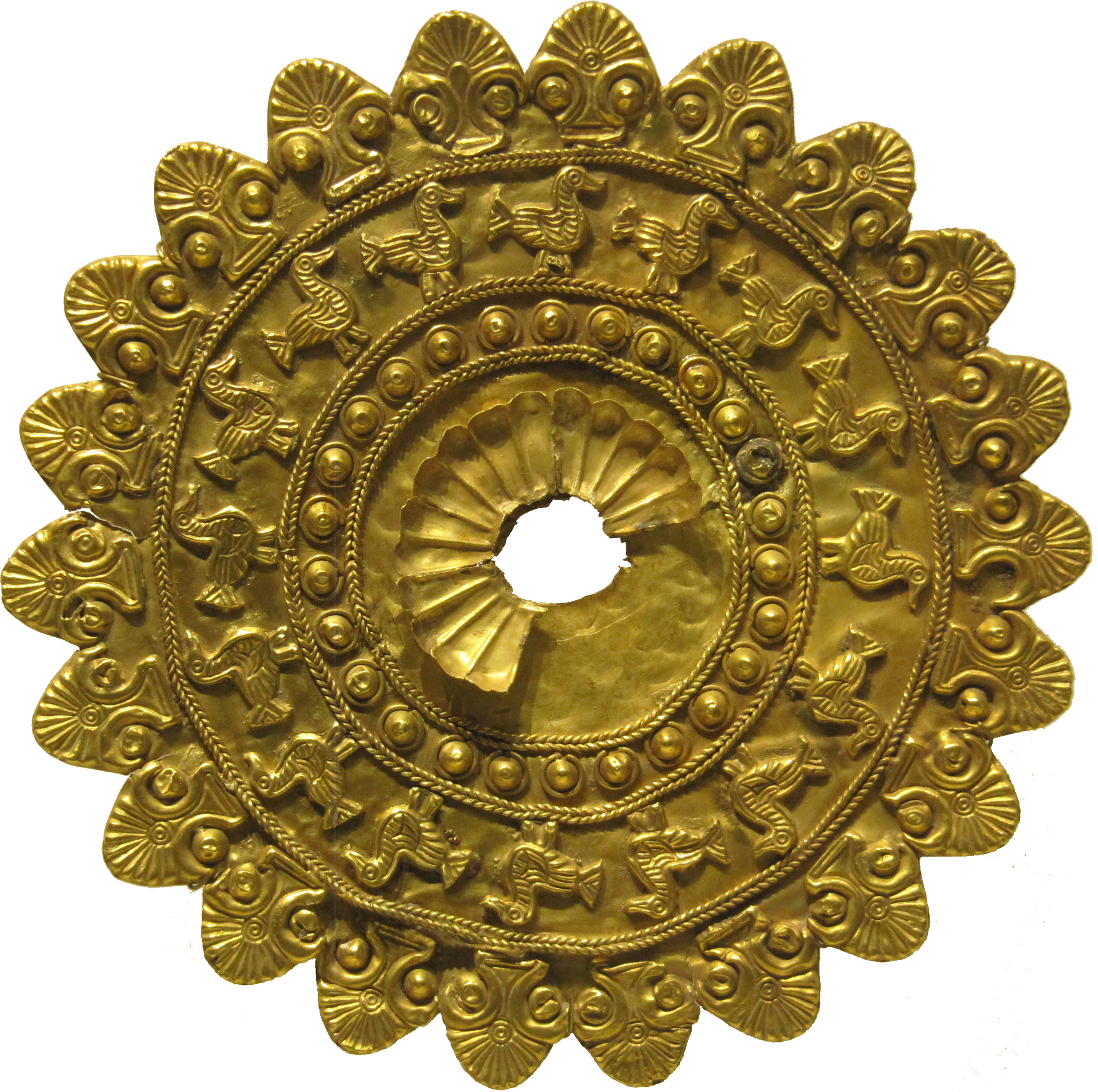
Ахалґорський золотий диск, 4 століття до н.е.
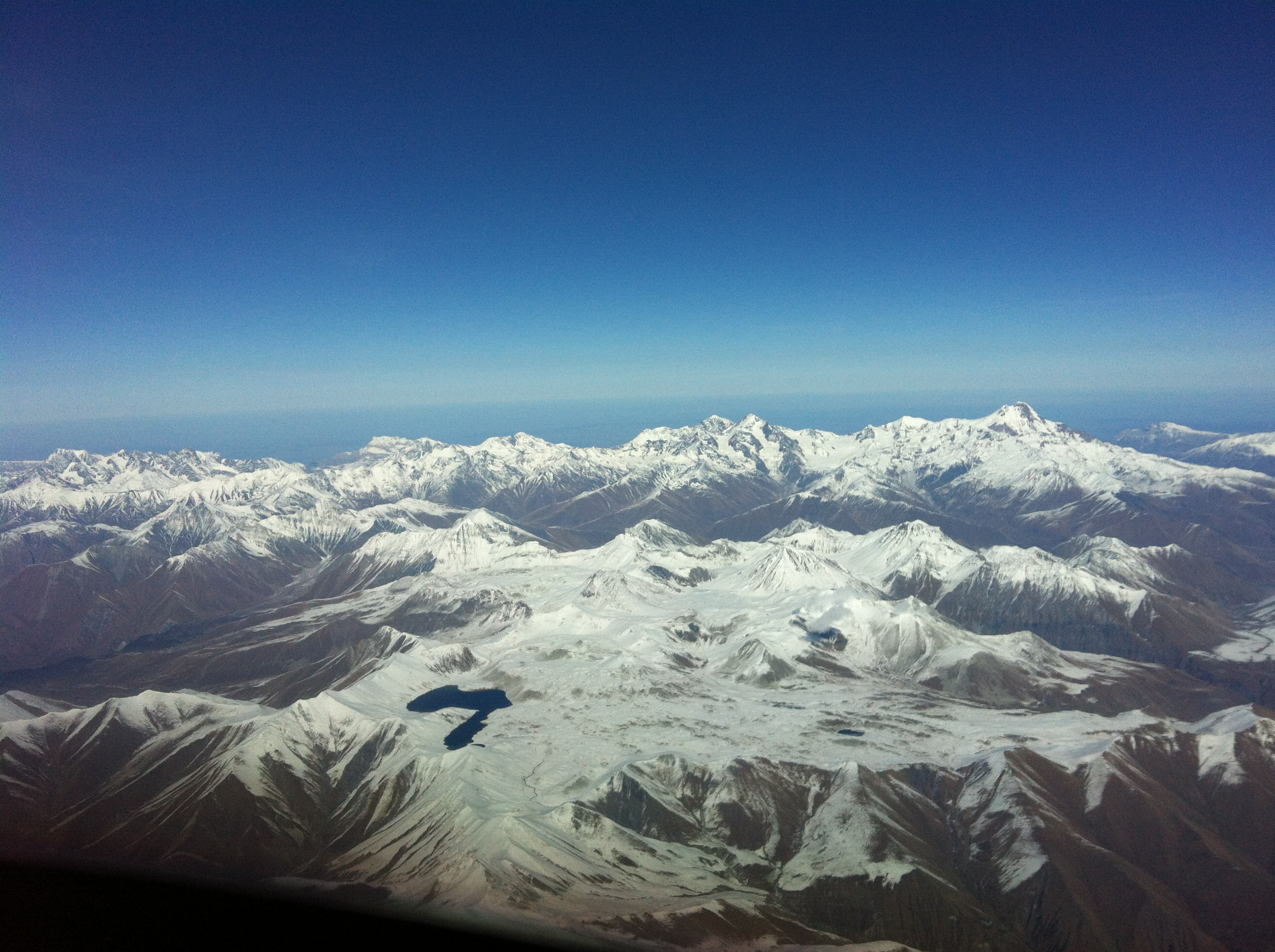
У 2011 році

## Відомі жителі та жительки
- Еріставі Дворянська родина
- Манана Чітішвілі